# ブライアン・ワイルドスミス
ブライアン・ワイルドスミス（Brian Wildsmith, 1930年1月22日 - 2016年8月31日）はイギリスの絵本画家。
代表作としては『Brian Wildsmith's ABC』、『さかな』『とり』『どうぶつ』3部作、『マザーグース』が挙げられる。日本でも人気が高く、2017年ごろまで静岡県伊東市には「ワイルドスミス絵本美術館」があった。
今日においても絵本作家の最高峰とされ“絵”と“言葉”による現代の「絵本」の様式を築いた一人に数えられる。1962年『Brian Wildsmith’s ABC(原題)』でデビューし英国の絵本最高賞、ケイト・グリーナウェイ賞を受賞。「絵本界の色の革命」と評された。子どもたちや自然に向けられたあたたかな視線で、80を超える作品をときにファンタジックに、ときにユーモラスに描いた。それらは30の言語に翻訳され37カ国で出版、今なお世界中で愛され続けている。

## 略歴
1930年、イギリス、イングランドのヨークシャーにて誕生。
バーンズレイ美術学校およびロンドン大学芸術学部（スレイド美術学校）にて修学する。同大学卒業後、数学と音楽の教師の仕事をした後、絵を描くことに専念するために画家となる。
1960年、オックスフォード大学出版局と専属契約を提携する。1962年出版の『ワイルドスミスのABC』により、ケイト・グリーナウェイ賞を受賞。その後も創作活動を続け、80冊以上の絵本が出版されている。
2003年7月には、ワイルドスミスの画業40年にちなんで、岐阜県美術館で「ワイルドスミス絵本の世界 -おとぎの国のファンタジア-」展が開催された。
2016年8月31日死去、満86歳。

## 特徴・作風
絵本の土台を築いた1人とされている。色彩を華麗にあやつることから「色彩の魔術師」とも呼ばれており、絵画の技法としては、水彩やグワッシュ、パステル、コラージュなどを好んで用いる。作品の随所に多彩な人生経験や自然界への愛情が活きている。

## ワイルドスミス絵本美術館
2017年頃閉館。静岡県伊東市の伊豆高原にあり、原画を約1,000点所蔵、年2回の企画展により原画を順次人々に紹介していた。

## 日本語訳
- 『ブライアン・ワイルドスミス作品選』全7巻 渡辺茂男訳　ラクダ出版デザイン、1969
- 『ブライアン・ワイルドスミス123』らくだ出版デザイン 1973
- 『ブライアン・ワイルドスミスABC』らくだ出版デザイン 1973
- 『かものこぐるぐる』杉山純子訳 らくだ出版デザイン 1976
- 『くまくんのトロッコ』はぎようこ訳 らくだ出版デザイン 1976
- 『クリスマスのうた』らくだ出版デザイン 1976
- 『サーカスがやってきた』らくだ出版デザイン 1976
- 『パズル』らくだ出版デザイン 1976
- 『ふくろうときつつき』さのまみこ訳 らくだ出版デザイン 1976
- 『へびくんはらぺこ』杉山純子訳 らくだ出版デザイン 1976
- 『りすのはなし』はぎようこ訳 らくだ出版デザイン 1976
- 『メーテルリンクのあおいとり』きくしまいくえ訳 らくだ出版 1982
- 『いぬとかりうど』きくしまいくえ訳 らくだ出版 1982
- 『うちゅうせんノア号』きくしまいくえ訳 らくだ出版 1983
- 『お月さまのさんぽ』わたなべひさよ訳 らくだ出版 1983
- 『ききゅうにのったくま』すぎもとよしこ訳　らくだ出版 1983
- 『十字架ものがたり』わたなべひさよ訳 らくだ出版 1983
- 『つばさにのったデイジー』長瀬礼子訳 太平社 1987
- 『ポールとペリカン』長瀬礼子訳 大平社 1987
- 『さあみんなついておいで!』長瀬礼子訳 太平社 1988
- 『モシャモシャのらくんほねはどこ?』長瀬礼子訳 太平社 1988
- 『わたしのメリーゴーランド』長瀬礼子訳 太平社 1989
- 『クリスマスものがたり』曽野綾子訳 太平社 1990
- 『雪ぐにの王子さま』池田大作文 らくだ出版 (発売) 1990
- 『お月さまと王女』池田大作 文 らくだ出版 (発売) 1991
- 『さくらの木』池田大作 文 らくだ出版 (発売) 1991
- 『青い海と少年』池田大作 文 らくだ出版 (発売) 1992
- 『イースターストーリー キリスト復活ものがたり』野村道子訳 エム・エ・エム 1993
- 『ジャックせんせいのおどろ木』ブライアン&レベッカ・ワイルドスミス作・絵 曽野綾子 訳 太平社 1994
- 『ノアのはこぶね』三辺律子訳 大日本絵画 1994
- 『ブライアン・ワイルドスミスの世界』エム・エ・エム c1995
- 『ブライアン・ワイルドスミス&石坂浩二の絵本ファンタジー わーいいっしょ』学習研究社 1996

いそげいそげ』石坂浩二翻案  1996
おちたのだあれ」
じゅうたんはねこのもの
ゆめをみた
- 『天地創造』上野和子訳 大日本絵画 1996
- 『夢の国のちびっこバク』高円宮妃久子殿下作 学習研究社 1996
- 『クリスマスの12にち』石坂浩二訳 講談社 1997
- ブライアン&レベッカ・ワイルドスミス作 香山美子文「ワイルドスミスのちいさなえほん」フレーベル館 1998

いるよいるよ』
おきておきて』
てんてんてん
とばせとばせ
ひっぱるひっぱれ
みつけたみつけた
- 『こどものためのイエス・キリスト物語』星野真理訳 小学館 2000
- 『こんなことできる?』講談社 2000
- 『七羽のカラス』土橋圭代訳 らくだ出版 2000
- 『トントトンだあれ?』講談社 2000
- 『こどものための聖母マリア物語』星野真理訳 小学館 2002
- 『石坂浩二のマザーグース』石坂浩二訳 講談社 2003
- 『くまごろうのだいぼうけん』新井満自由訳 教育画劇 2005
- 『あつまるアニマル』アーサー・ビナード訳 講談社 2008
- 『The ABC えほん』 クレヴィス 2023